# Luowan (sockenhuvudort i Kina, Jiangxi Sheng, lat 28,95, long 115,07)
Luowan är en sockenhuvudort i Kina. Den ligger i provinsen Jiangxi, i den sydöstra delen av landet, omkring 85 kilometer väster om provinshuvudstaden Nanchang. Antalet invånare är 11 299. Befolkningen består av 5 195 kvinnor och 6 104 män. Barn under 15 år utgör 16,0 %, vuxna 15-64 år 72 %, och äldre över 65 år 10,0 %.
Runt Luowan är det ganska tätbefolkat, med 155 invånare per kvadratkilometer. Närmaste större samhälle är Luoxi, 18,0 km nordväst om Luowan. I omgivningarna runt Luowan växer i huvudsak blandskog.
Genomsnittlig årsnederbörd är 2 159 millimeter. Den regnigaste månaden är juni, med i genomsnitt 337 mm nederbörd, och den torraste är oktober, med 44 mm nederbörd.